# مقبرة الكلاب وغيرها من الحيوانات الأليفة

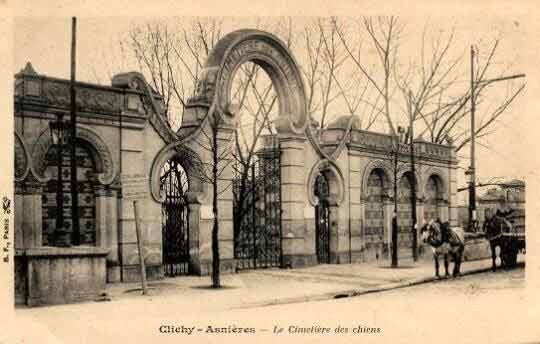
مقبرة الكلاب وغيرها من الحيوانات الأليفة.

مقبرة الكلاب وغيرها من الحيوانات الأليفة (بالفرنسية: Cimetière des Chiens et Autres Animaux Domestiques)‏ هي مقبرة يُعتقد أنها أول مدينة موتى حيوانية في العالم الحديث. افتُتحت سنة 1899 في أنيار سور سين في إيل دو فرانس بفرنسا.
تضم مقبرة الكلاب وغيرها من الحيوانات الأليفة مدافن للكلاب والقطط وغيرها من الحيوانات الأليفة كالخيل والقرود، وبها أيضًا مدافن لأسود، بل وحتى بعض الأسماك.
صمم مدخل المقبرة المعماري المرموق أوجين بيتي على نمط الفن الجديد، ودُفنت فيها حيوانات أليفة ينتمي كثير منها إلى صفوة أثرياء المجتمع الباريسي، ولذلك فقبور الحيوانات فيها باذخة الزخرفة وتعلوها منحوتات ذات قيمة فنية. ويوجد عند مدخلها نصب تذكاري للكلب باري، وهو كلب إنقاذ جبلي من نوع سانت برنارد نفق سنة 1814، وعلى النصب التذكاري لوحة مسجل عليها أن باري أنقذ أثناء حياته حيوات 40 إنسانًا كانوا قد فُقدوا أو علقوا بين ثلوج الجبال. إلا أن باري نفسه لم يُدفن في تلك المقبرة، بل حُنط جسده ليُعرض في متحف برن للتاريخ الطبيعي في سويسرا.
صنفت الحكومة الفرنسية المقبرة سنة 1987 كأثر تاريخي، وهي مفتوحة حاليًا للزوار ومملوكة لمدينة أنيار.

## وصلات خارجية
- فيلم قصير عن المقبرة لباربارا غوردون على يوتيوب
- خريطة المقبرة
- Purr 'n' Fur: Le cimetiere des chiens, Asnieres-sur-Seine